# Liste von Anschlägen auf Verkehrsflugzeuge
Die Liste von Anschlägen auf Verkehrsflugzeuge führt Anschläge mit Sprengkörpern oder Brandbeschleunigern auf. Nicht in der Liste erfasst werden Abschüsse und durch kriegerische Handlungen am Boden zerstörte Maschinen sowie Fälle, bei denen die Besatzung durch Insassen erschossen wurde, um das Flugzeug vorsätzlich zum Absturz zu bringen.
Berücksichtigt werden ausschließlich Anschläge auf Verkehrsflugzeuge ziviler Fluggesellschaften. Vorfälle mit Militärflugzeugen, Geschäftsreiseflugzeugen und Kleinflugzeugen werden nicht in der Liste erfasst.
Im Folgenden sind in tabellarischer Form entsprechende Anschläge aufgelistet. Dunklere Hintergrundfarbe kennzeichnet solche, die in gesonderten Artikeln behandelt werden.

## Gesicherte Fälle
| Datum              | Fluggesellschaft                     | Beschreibung | Tote |
| ------------------ | ------------------------------------ | --- | ---- |
| 10. Oktober 1933   | United Air Lines                     | Über Chesterton verlor eine Boeing 247 durch eine Bombenexplosion das Heck. Alle sieben Insassen kamen beim Absturz ums Leben (siehe auch United-Air-Lines-Flug 23). | 7    |
| 7. Mai 1949        | Philippine Air Lines                 | Absturz einer Douglas DC-3 auf einem Inlandsflug nach Manila wegen einer Bombenexplosion im Heck. Der Anschlag galt einem Passagier an Bord. | 13   |
| 9. September 1949  | Canadian Pacific Air Lines           | Eine Douglas DC-3 stürzte über Cap Tourmente (nordöstlich des Sankt-Lorenz-Stroms) bei einem Inlandsflug von Québec nach Baie-Comeau infolge einer Bombenexplosion ab. Verurteilt wurde im Fall DC 3-D 280/CP-CUA der Schmuckhändler Albert Guay, dessen Ehefrau, welcher der Anschlag galt, an Bord war (siehe auch Canadian-Pacific-Air-Lines-Flug 108).                                                | 23   |
| 13. April 1950     | British European Airways             | Über dem Ärmelkanal explodierte ein Sprengsatz an Bord einer Vickers Viking. Der Besatzung gelang eine Notlandung. Ein Flugbegleiter wurde schwer verletzt. | 0    |
| 17. April 1950     | United Air Lines                     | Beim Verladen des Gepäcks auf dem Flughafen Los Angeles explodierte ein Sprengsatz an Bord einer Maschine der United Air Lines. | 0    |
| 24. September 1952 | Mexicana de Aviación                 | Die Explosion eines Sprengsatzes auf einem Inlandsflug verletzte fünf Passagiere an Bord einer Douglas DC-3. Die Besatzung konnte notlanden. | 0    |
| 11. April 1955     | Air India                            | Im rechten Fahrwerkschacht einer Lockheed Constellation explodierte eine Bombe auf einem Sonderflug für eine chinesische Delegation. Die Maschine schlug im Südchinesischen Meer auf. Drei Besatzungsmitglieder überlebten den Zwischenfall (siehe auch Air-India-Flug 300). | 16   |
| 1. November 1955   | United Air Lines                     | Absturz einer Douglas DC-6 infolge einer Bombenexplosion im Frachtraum (siehe auch United-Air-Lines-Flug 629). | 44   |
| 4. März 1956       | Skyways                              | Etwa 20 Minuten vor Abflug nach Großbritannien explodierte auf dem Flughafen Nikosia (Zypern) eine Bombe im Frachtraum einer Handley Page Hermes 4. | 0    |
| 25. Juli 1957      | Western Airlines                     | Ein Passagier zündete auf dem Flug von Las Vegas nach Los Angeles an Bord einer Convair CV-240 eine Bombe. Er wurde aus der Maschine gerissen. Der Besatzung gelang eine Notlandung. | 1    |
| 19. Dezember 1957  | SAGETA                               | Auf dem Flug von Oran (Algerien) nach Paris explodierte ein Sprengsatz an Bord einer Sud-Est SE.2010. Die Besatzung konnte sicher in Lyon landen. | 0    |
| 8. September 1959  | Mexicana de Aviación                 | Die Zündung eines Sprengsatzes riss ein Loch in den Rumpf einer Douglas DC-3, durch das der Attentäter von Bord fiel. Die Besatzung konnte das Flugzeug notlanden. | 1    |
| 6. Januar 1960     | National Airlines                    | Ein Sprengsatz explodierte an Bord einer Douglas DC-6. Die Maschine befand sich auf einem Linienflug von New York nach Miami. | 34   |
| 28. April 1960     | Linea Aeropostal Venezolana          | Ein Passagier zündete eine Handgranate an Bord einer Douglas DC-3 und brachte die Maschine zum Absturz. Zwei überlebende Insassen konnten über den Vorfall berichten, bevor sie ihren Verletzungen erlagen. | 13   |
| 10. Mai 1961       | Air France                           | Eine Lockheed Starliner stürzte nach einer Bombenexplosion etwa 50 Kilometer südwestlich von Ghadames über der algerischen Sahara ab. | 78   |
| 22. Mai 1962       | Continental Airlines                 | Durch die Detonation einer Bombe riss das Heck der Boeing 707 ab. Die Maschine befand sich auf einem Flug von Chicago nach Kansas City (siehe auch Continental-Airlines-Flug 11). | 45   |
| 8. Dezember 1964   | Aerolineas Abaroa                    | Ein Passagier brachte die Douglas DC-3 durch einen Sprengsatz zum Absturz. Die Maschine befand sich auf einem Flug von Tipuani nach La Paz. | 17   |
| 8. Juli 1965       | Canadian Pacific Airlines            | Auf einem kanadischen Inlandsflug von Vancouver nach Prince George riss eine Bombenexplosion das Heck der Douglas DC-6 ab. | 52   |
| 22. November 1966  | Aden Airways                         | Etwa 20 Minuten nach dem Start in Mayfa’ah (MFY), Jemen zerbrach eine Douglas DC-3 infolge einer Bombenexplosion. Der Sprengsatz war an der linken Rumpfseite auf Höhe der Tragflächenwurzel platziert worden. | 30   |
| 29. Mai 1967       | Aerovías Cóndor de Colombia          | Ein Sprengsatz riss ein Loch in die Bordwand einer Douglas DC-6, die sich auf dem Flug von Barranquilla nach Bogotá befand. | 0    |
| 30. Juni 1967      | Aden Airways                         | Auf dem Flughafen Aden detonierte ein Sprengsatz an Bord einer Vickers Viscount. Weil man mit Anschlägen rechnete, war das Flugzeug nach einem Triebwerkswechsel für 24 Stunden unter Quarantäne gestellt worden. | 0    |
| 12. Oktober 1967   | British European Airways             | Infolge einer Bombenexplosion zerbrach eine Comet 4 im Reiseflug auf der Etappe von Athen nach Nikosia. Die Wrackteile fielen ins Mittelmeer. | 66   |
| 12. November 1967  | American Airlines                    | Im Frachtraum einer Boeing 727 detonierte ein Sprengsatz mit geringer Wirkung. Die Besatzung setzte den Flug nach San Diego fort. | 0    |
| 19. November 1968  | Continental Airlines                 | Im Anflug auf Denver explodierte ein in der Bordtoilette platzierter Sprengsatz und löste einen Brand aus. Der Besatzung gelang es, die Boeing 707 sicher zu landen. | 0    |
| 11. März 1969      | Ethiopian Airlines                   | Auf dem Flughafen Frankfurt Main explodierten in der Kabine einer Boeing 707 zwei Sprengsätze. Die Passagiere hatten das Flugzeug bereits verlassen. | 0    |
| 5. August 1969     | Philippine Air Lines                 | Ein Passagier zündete auf einem Inlandsflug in der Bordtoilette einer Hawker Siddeley HS.748 einen Sprengsatz. Der Attentäter wurde von Bord gerissen. Das Flugzeug landete sicher. | 1    |
| 22. Dezember 1969  | Air Vietnam                          | Im Anflug auf Nha Trang explodierte eine Bombe in der Kabine einer Douglas DC-6. Durch den Ausfall der Hydraulik konnten die Landeklappen nicht ausgefahren werden, so dass die Landung mit hoher Geschwindigkeit erfolgte. Die Maschine überrollte das Bahnende und kollidierte mit einer Schule. Neben 10 Insassen kamen 24 Personen am Boden ums Leben.                                                | 34   |
| 21. Februar 1970   | Austrian Airlines                    | In einer Sud Aviation Caravelle explodierte eine Bombe. Der Besatzung gelang eine Notlandung. Die Terroristen waren ebenso verantwortlich für den zeitgleichen Anschlag auf Swissair-Flug 330. | 0    |
| 21. Februar 1970   | Swissair                             | Für den Anschlag auf die Convair CV-990 übernahm eine palästinensische Gruppe aus Beirut die Verantwortung (siehe auch Swissair-Flug 330). | 47   |
| 14. März 1970      | United Arab Airlines                 | Kurz nach dem Start in Alexandria detonierte ein Sprengsatz, welcher unter der Verkleidung des linken Triebwerks der Antonow An-24 versteckt war. Das Flugzeug wurde bei der Notlandung irreparabel beschädigt. | 0    |
| 2. Juni 1970       | Philippine Air Lines                 | Eine Bombe riss ein Loch in die Bordwand einer Fokker 27. Der Besatzung gelang es, das Flugzeug notzulanden. | 1    |
| 6. September 1970  | Pan American World Airways           | Eine nach Kairo entführte Boeing 747 wurde von den Terroristen gesprengt, nachdem die Passagiere und die Besatzung das Flugzeug verlassen hatten. | 0    |
| 12. September 1970 | British Overseas Airways Corporation | Sprengung einer am 9. September entführten Vickers VC10 auf dem ehemaligen RAF-Flugplatz Zarqa (Dawson’s Field) in Jordanien durch Terroristen, nachdem die Passagiere und die Besatzung das Flugzeug verlassen hatten. | 0    |
| 13. September 1970 | Swissair                             | Sprengung einer am 6. September entführten Douglas DC-8 auf dem ehemaligen RAF-Flugplatz Zarqa (Dawson’s Field) in Jordanien durch Terroristen, nachdem die Passagiere und die Besatzung das Flugzeug verlassen hatten. | 0    |
| 13. September 1970 | Trans World Airlines                 | Sprengung einer am 6. September entführten Boeing 707 auf dem ehemaligen RAF-Flugplatz Zarqa (Dawson’s Field) in Jordanien durch Terroristen, nachdem die Passagiere und die Besatzung das Flugzeug verlassen hatten. | 0    |
| 24. August 1971    | Alia                                 | Auf dem Flughafen Madrid-Barajas explodierte in einer Boeing 707 ein Sprengsatz in der hinteren Bordtoilette. Es befanden sich keine Passagiere an Bord. | 0    |
| 10. Oktober 1971   | Aeroflot                             | Eine Tupolew Tu-104, die einen Linienflug nach Sewastopol absolvieren sollte, verunglückte nach dem Start vom Flughafen Moskau-Wnukowo durch eine Bombenexplosion(siehe auch Aeroflot-Flug 773). | 25   |
| 26. Januar 1972    | Jugoslovenski Aerotransport          | Kurz nach dem Eintritt in den tschechoslowakischen Luftraum stürzte eine Douglas DC-9 ab. Nach Angaben der tschechoslowakischen Staatssicherheit sei die Maschine nach der Explosion einer Bombe im Frachtraum aus 10.160 Metern Höhe abgestürzt. Dieses Szenario gilt unter einigen Luftfahrtexperten zwar als umstritten, ist jedoch nicht widerlegt (siehe auch Jugoslovenski-Aerotransport-Flug 367). | 27   |
| 8. März 1972       | Trans World Airlines                 | Im Cockpit einer auf dem Flughafen Las Vegas geparkten Boeing 707 explodierte ein Sprengsatz. Zuvor hatte ein Erpresser zwei Millionen Dollar gefordert und gedroht, bei Nichtzahlung Bomben an Bord von TWA-Flugzeugen zu platzieren. | 0    |
| 25. Mai 1972       | Lan Chile                            | Auf der Etappe von Panama-Stadt nach Miami detonierte eine Rohrbombe an Bord einer Boeing 727 und verursachte einen explosiven Druckabfall im Flugzeug. In Montego Bay (Jamaika) erfolgte eine Notlandung. | 0    |
| 15. Juni 1972      | Cathay Pacific                       | Absturz einer Convair CV-880 in der Nähe von Plei Cu (Vietnam) nach Explosion eines Sprengsatzes an Bord (siehe auch Cathay-Pacific-Flug 700Z). | 81   |
| 16. August 1972    | El Al                                | Kurz nach dem Start vom Flughafen Rom-Fiumicino explodierte ein Sprengsatz im Frachtraum der Boeing 707. Die Maschine kehrte nach Rom zurück und landete sicher. | 0    |
| 16. September 1972 | Air Manila International             | Nach dem Start in Iligan riss eine Handgranate ein Loch in die Bordwand der Fokker 27. Die Trümmer beschädigten ein Triebwerk. Zwei weitere, nicht detonierte Handgranaten fand man nach der Notlandung an Bord. | 0    |
| 19. März 1973      | Air Vietnam                          | Eine Douglas DC-4 stürzte nach einer Bombenexplosion im Frachtraum ab. Die Maschine sollte einen Linienflug von Saigon nach Buôn Ma Thuột absolvieren. | 58   |
| 17. Dezember 1973  | Pan American World Airways           | Während des Boardings in Rom warfen Terroristen Brandbomben in eine Boeing 707, in der sich einschließlich der Besatzung bereits 69 Personen befanden. Die Täter entführten danach zur Flucht ein Flugzeug der Lufthansa. | 30   |
| 3. März 1974       | British Overseas Airways Corporation | Nach Ende einer Flugzeugentführung in Amsterdam entzündeten die Terroristen Brandbeschleuniger an Bord einer Vickers VC10. Das Flugzeug brannte aus. | 0    |
| 22. März 1974      | Air Inter                            | Vor Abflug aus Bastia (Insel Korsika) explodierte eine Bombe im Frachtraum einer Sud Aviation Caravelle, die nach Marseille fliegen sollte. | 0    |
| 6. August 1974     | Air Inter                            | Eine über Nacht auf dem Flughafen Quimper-Cornouaille geparkte Fokker 27 wurde durch eine Bombenexplosion zerstört. Es befanden sich keine Personen an Bord. | 0    |
| 8. September 1974  | Trans World Airlines                 | Auf der Etappe von Athen nach Rom-Fiumicino brachte eine Bombenexplosion im hinteren Frachtraum die Boeing 707 zum Absturz. Das Flugzeug stürzte 93 Kilometer westlich von Kefalonia ins Mittelmeer. Bereits zwei Wochen zuvor hatte es einen Anschlagsversuch auf den Flug TW841 gegeben (siehe untere Tabelle) (siehe auch Trans-World-Airlines-Flug 841 (1974)).                                       | 88   |
| 3. Juni 1975       | Philippine Airlines                  | Im Anflug auf Manila explodierte ein Sprengsatz in der hinteren Bordtoilette einer BAC 111-500 und riss ein Loch in den Rumpf. Der Besatzung gelang es, das Flugzeug zu landen. | 1    |
| 5. Juli 1975       | PIA                                  | Auf dem Flughafen Islamabad explodierte ein Sprengsatz in einer Boeing 707, der unter einem Passagiersitz angebracht worden war. Es befanden sich keine Personen an Bord. | 0    |
| 1. Januar 1976     | Middle East Airlines                 | Durch eine Bombenexplosion im Frachtraum zerbrach die Boeing 720 auf einem Linienflug von Beirut nach Dubai in der Luft. Die Trümmer schlugen im nördlichen Teil der saudi-arabischen Provinz asch-Scharqiyya auf. | 81   |
| 2. Juli 1976       | Eastern Air Lines                    | Eine auf dem Flughafen Boston geparkte Lockheed L-188 Electra wurde durch eine Bombe zerstört, die nahe dem Fahrwerk detonierte. | 0    |
| 6. Oktober 1976    | Cubana                               | Absturz einer Douglas DC-8-43 durch von Exil-Kubanern deponierte Zeitbomben (siehe auch Cubana-Flug 455). | 73   |
| 17. August 1978    | Philippine Airlines                  | Auf einem Flug von Cebu City nach Manila explodierte ein in der hinteren Bordtoilette platzierter Sprengsatz und riss ein Loch in die Bordwand der BAC 111-500. Der Besatzung gelang eine Notlandung. | 1    |
| 7. September 1978  | Air Ceylon                           | Vor Abflug vom Flughafen Ratmalana explodierte ein Sprengsatz an Bord einer Hawker-Siddeley HS 748. Die Maschine sollte ohne Passagiere zum Bandaranaike International Airport überführt werden. | 0    |
| 19. Februar 1979   | Ethiopian Airlines                   | Eine Douglas DC-3 stürzte südwestlich von Asmara nach Explosion eines Sprengsatzes ab. Es gab keine Überlebenden. | 5    |
| 26. April 1979     | Indian Airlines                      | Im Anflug auf Madras explodierte ein Sprengsatz in der vorderen Bordtoilette einer Boeing 737, was zu einem kompletten Ausfall der Elektronik führte. Die Maschine überrollte bei der Landung das Bahnende und brannte aus. (siehe auch Flugunfall einer Boeing 737 der Indian Airlines 1979 auf dem Flughafen Madras).                                                                                   | 0    |
| 15. November 1979  | American Airlines                    | Auf dem Flug von Chicago nach Washington detonierte ein Sprengsatz im Frachtraum einer Boeing 727. Die Piloten landeten sicher in Washington. | 0    |
| 9. September 1980  | United Airlines                      | Auf dem Flughafen Sacramento explodierte ein Sprengsatz beim Ausladen des Gepäcks aus einer Boeing 727. Zwei Gepäckarbeiter wurden verletzt. | 0    |
| 31. August 1981    | Middle East Airlines                 | Nach der Ankunft in Beirut explodierte eine Bombe in der aus Libyen eingetroffenen Boeing 720, die das Flugzeug zerstörte. Es befanden sich keine Personen an Bord. | 0    |
| 13. Oktober 1981   | Air Malta                            | Beim Ausladen des Gepäcks in Kairo explodierten zwei Paketbomben in der aus Valletta eingetroffenen Boeing 737. Vier Personen wurden verletzt. Nachträglich entdeckte man einen dritten Sprengsatz. | 0    |
| 12. Dezember 1981  | Aeronica                             | Bevor die Passagiere in Mexiko-Stadt zustiegen, explodierte eine Bombe im hintersten Kabinenteil einer Boeing 727. Drei Besatzungsmitglieder und ein Flughafenangestellter wurden verletzt. | 0    |
| 11. August 1982    | Pan American World Airways           | Auf dem Flug von Honolulu nach Tokio explodierte ein Sprengsatz, der unter einem Passagiersitz versteckt war. Die Piloten konnten die Boeing 747 in Honolulu landen. Der jordanische Attentäter wurde 1988 in Griechenland verhaftet. | 1    |
| 23. September 1983 | Gulf Air                             | Eine Boeing 737-200 stürzte im Anflug auf den Abu Dhabi International Airport ab, nachdem ein Brand an Bord ausgebrochen war. Das Feuer wurde wahrscheinlich durch einen Sprengsatz verursacht, der im Frachtraum detonierte. Zudem ergaben die Ermittlungen, dass ein Passagier zwar Gepäckstücke aufgegeben hatte, jedoch den Flug nicht antrat. (siehe auch Gulf-Air-Flug 771).                        | 112  |
| 18. Januar 1984    | Air France                           | Nach dem Start in Karatschi (Pakistan) detonierte eine Bombe im Frachtraum der Boeing 747 und riss ein Loch in den Rumpf. Der Besatzung gelang es, das Flugzeug in Karatschi zu landen. | 0    |
| 9. Februar 1984    | TAAG                                 | Nach dem Start in Huambo detonierte ein Sprengsatz in der Kabine einer Boeing 737 und beschädigte die Hydraulikleitungen. Die Maschine überrollte bei der Notlandung das Bahnende und wurde irreparabel beschädigt. | 0    |
| 10. März 1984      | UTA                                  | An Bord einer Douglas DC-8-63PF explodierten auf dem Flughafen N’Djamena (Tschad) nacheinander zwei Sprengsätze, die das Flugzeug zerstörten. | 0    |
| 23. Januar 1985    | Lloyd Aéreo Boliviano                | Auf dem Flug von La Paz nach Santa Cruz entzündete ein Passagier Dynamit in der vorderen Bordtoilette einer Boeing 727. Die Maschine landete sicher in Santa Cruz. | 1    |
| 9. März 1985       | Alia                                 | Auf dem Flughafen Dubai explodierte eine Bombe im Frachtraum einer Lockheed L-1011. Es befanden sich keine Personen an Bord. | 0    |
| 12. Juni 1985      | Alia                                 | Terroristen sprengten eine Boeing 727 in Beirut, nachdem die Passagiere und die Besatzung das entführte Flugzeug verlassen hatten. | 0    |
| 23. Juni 1985      | Air India                            | Eine Bombenexplosion im Frachtraum brachte die Boeing 747 vor der Westküste Irlands zum Absturz. (siehe auch Air-India-Flug 182) | 329  |
| 30. Oktober 1985   | American Airlines                    | Nach der Landung auf dem Flughafen Dallas/Fort Worth explodierte eine Paketbombe mit geringer Wirkung im Frachtraum einer Boeing 727. | 0    |
| 2. April 1986      | Trans World Airlines                 | Die Explosion einer Bombe in einer Boeing 727-200 auf dem Flug von Rom nach Athen riss ein Loch in den Rumpf. Vier Menschen wurden aus dem Flugzeug gerissen, darunter ein acht Monate altes Baby. Involviert war die Abu-Nidal-Organisation. (siehe auch Trans-World-Airlines-Flug 840 (1986)) | 4    |
| 2. Mai 1986        | Air Lanka                            | Vor Abflug aus Colombo explodierte ein von der LTTE platzierter Sprengsatz an Bord einer Lockheed L-1011, in der sich 128 Insassen befanden. Das Flugzeug brannte aus (siehe auch Air-Lanka-Flug 512): | 16   |
| 25. Dezember 1986  | Iraqi Airways                        | Beim Versuch eine Boeing 737 mit 106 Insassen auf dem Flug von Bagdad nach Amman zu entführten, warfen Terroristen zwei Handgranaten. Davon detonierte eine im Cockpit. Die Maschine wurde bei der Außenlandung zerstört (siehe auch Iraqi-Airways-Flug 163) | 63   |
| 29. November 1987  | Korean Airlines                      | Die Boeing 707 stürzte über der Andamanensee wegen einer Bombe ab, die nordkoreanische Agenten im Flugzeug hinterlassen hatten (siehe auch Korean-Airlines-Flug 858). | 115  |
| 1. März 1988       | Comair                               | Eine Embraer EMB 110 zerbrach nach einer Bombenexplosion auf dem Flug von Phalaborwa nach Johannesburg in der Luft. Ein Passagier, der kurz zuvor eine hohe Lebensversicherung abgeschlossen hatte, war vermutlich der Täter (siehe auch Comair-Limited-Flug 206): | 17   |
| 21. Dezember 1988  | Pan American World Airways           | Anschlag und Absturz nahe Lockerbie. (siehe auch Lockerbie-Anschlag) | 270  |
| 19. September 1989 | UTA                                  | Absturz einer McDonnell Douglas DC-10-30 im Niger. Muammar al-Gaddafi wurde als Drahtzieher vermutet (siehe auch UTA-Flug 772). | 170  |
| 27. November 1989  | Avianca                              | Eine Boeing 727-100 wurde in Kolumbien durch eine Bombenexplosion zum Absturz gebracht. Der Anschlag galt vermutlich vier Passagieren, die als Zeugen gegen das Medellín-Kartell aussagen wollten (siehe auch Avianca-Flug 203). | 110  |
| 19. Juli 1994      | Alas Chiricanas                      | Eine Embraer EMB 110 der panamaischen Gesellschaft stürzte auf einem Inlandsflug von Colón nach Panama-Stadt durch eine Bombenexplosion ab. Der Tatverdächtige war ein Passagier. (siehe auch Alas-Chiricanas-Flug 901). | 21   |
| 27. Oktober 1994   | Donavia                              | Auf dem Flughafen Machatschkala zündete ein Attentäter an Bord einer am 25. Oktober entführten Jakowlew Jak-40 einen Sprengsatz. | 1    |
| 11. Dezember 1994  | Philippine Airlines                  | Eine Bombe sollte den Tank einer Boeing 747 auf dem Flug von Manila über Cebu nach Tokio zur Explosion bringen, beschädigte jedoch nur das Flugzeug und tötete einen Passagier. (siehe auch Philippine-Airlines-Flug 434) | 1    |
| 9. Juli 1997       | TAM Linhas Aereas                    | Im Steigflug explodierte ein Sprengsatz an Bord einer Fokker 100. Eine Person wurde aus der Maschine gerissen. Den Piloten gelang eine Notlandung in São Paulo. | 1    |
| 7. Mai 2002        | China Northern Airlines              | Ein Passagier, der zuvor hohe Lebensversicherungen abgeschlossen hatte, setzte in der Kabine einer McDonnell Douglas MD-82 Benzin in Brand. Die Maschine stürzte ins Meer, alle Insassen kamen um. (siehe auch China-Northern-Airlines-Flug 6136) | 112  |
| 24. August 2004    | Wolga-Awiaexpress                    | Anschlag und Absturz in Russland. (siehe auch Wolga-Awiaexpress-Flug 1353) | 44   |
| 24. August 2004    | Siberia Airlines                     | Anschlag und Absturz in Russland (siehe auch Siberia-Airlines-Flugs 1047). | 46   |
| 31. Oktober 2015   | Kogalymavia                          | Nach der Explosion einer Bombe im Frachtabteil stürzte der Airbus A321 auf dem Flug von Scharm asch-Schaich nach Sankt Petersburg über dem Sinai ab (siehe auch Kogalymavia-Flug 9268). | 224  |
| 2. Februar 2016    | Daallo Airlines                      | Ein Attentäter brachte in einem Airbus A321-111 kurz nach dem Start in Mogadischu einen Sprengsatz zur Explosion. Es entstand ein Loch in der Hülle, durch das er nach außen gezogen wurde (siehe auch Daallo-Airlines-Flug 159). | 1    |

## Verdachtsfälle, Sonderfälle und Anschlagsversuche
| Datum             | Fluggesellschaft               | Beschreibung | Tote |
| ----------------- | ------------------------------ | --- | ---- |
| 28. März 1933     | Imperial Airways               | Eine Armstrong Whitworth A.W.154 stürzte aufgrund eines Feuers ab, das vermutlich von einem Passagier vorsätzlich im Heck gelegt wurde. Seinen Leichnam, der Brandwunden an den Händen und im Gesicht aufwies, fand man knapp zwei Kilometer von der Absturzstelle entfernt. | 15   |
| 20. November 1971 | China Airlines                 | Eine Sud Aviation Caravelle stürzte auf dem Flug von Taipeh nach Hongkong ab. Die Ursache konnte nicht ermittelt werden. Weil die Maschine abrupt vom Radar der Flugsicherung verschwand, ging man von einer Bombenexplosion an Bord aus. | 25   |
| 7. März 1972      | Trans World Airlines           | TWA ignorierte die Forderung eines Erpressers, zwei Millionen Dollar zu zahlen. Dieser hatte gedroht, Bomben an Bord von vier TWA-Flugzeugen zu verstecken. Ein Sprengsatz wurde an Bord eines TWA-Flugzeugs in New York gefunden, ein zweiter zerstörte einen Tag später eine Boeing 707 in Las Vegas (siehe obere Tabelle). | 0    |
| 26. August 1974   | Trans World Airlines           | Im Frachtraum einer in Athen gestarteten Boeing 707 wurde nach Ankunft in Rom-Fiumicino ein kleines Feuer entdeckt. Die Brandursache war ein Sprengsatz, der nicht richtig gezündet hatte. Zwei Wochen später explodierte eine zweite Bombe an Bord einer TWA-Maschine auf derselben Route (siehe obere Tabelle). | 0    |
| 26. August 1978   | Burma Airways Corporation      | Nach dem Start in Hpa-an stürzte eine Twin Otter nach einer Explosion an Bord ab. Die Ursache konnte nicht genau ermittelt werden. Ein vorsätzlicher Anschlag wurde nicht ausgeschlossen. | 14   |
| 27. Januar 1979   | Aeroflot                       | Auf der Etappe von Oslo nach Stockholm versuchten vier mit Molotowcocktails bewaffnete Personen eine Tupolew Tu-154 zu entführen. Als sie eine der Benzinbomben tatsächlich entzündeten, wurden sie von den anderen Passagieren überwältigt. | 0    |
| 27. Juni 1980     | Aerolinee Itavia               | Nördlich der Insel Ustica stürzte eine Douglas DC-9 ins Tyrrhenische Meer. Laut Darstellung der Ermittler war die Ursache eine Bombenexplosion in der hinteren Bordtoilette. Die italienische Justiz ignorierte den Bericht und kam zu dem Schluss, dass die Maschine versehentlich von einer Luft-Luft-Rakete getroffen wurde. (siehe auch Itavia-Flug 870)                                                                                 | 81   |
| 26. Oktober 1986  | Thai Airways International     | Ein Passagier, der eine Handgranate nach Japan einschmuggeln wollte, warf diese in den Abfallbehälter der hinteren Bordtoilette, nachdem er versehentlich den Sicherungsstift gezogen hatte. Die Explosion führte zu einem explosiven Druckabfall im Flugzeug sowie zur Beschädigung der Hydraulikleitungen. Trotz des teilweisen Kontrollverlustes gelang es der Besatzung, den Airbus A300 notzulanden. (siehe auch Thai-Airways-Flug 620) | 0    |
| 6. Januar 1995    | verschiedene US-Gesellschaften | Verhinderung von Anschlägen auf Flüge US-amerikanischer Gesellschaften durch Festnahme von Ramzi Yousef, der auch die Bombe an Bord von Philippine-Airlines-Flug 434 platziert hatte. (siehe auch Operation Bojinka) | 0    |
| 22. Dezember 2001 | American Airlines              | Auf dem Flug vom Flughafen Charles de Gaulle in Paris zum Miami International Airport wurde der britische Attentäter Richard Reid an Bord einer Boeing 767-300 bei dem Versuch überwältigt, eine in seiner Schuhsohle versteckte Bombe zur Explosion zu bringen. (siehe auch American-Airlines-Flug 63) | 0    |
| 10. August 2006   | verschiedene US-Gesellschaften | Verhinderung mehrere geplanter Anschläge auf Flüge US-amerikanischer Gesellschaften. (siehe auch Britische Antiterroraktion zur Vereitelung von Anschlägen) | 0    |
| 25. Dezember 2009 | Northwest Airlines             | In einem Airbus A330-300 auf dem Flug von Amsterdam nach Detroit versuchte ein nigerianischer Islamist als Passagier Sprengstoff zu zünden. Er wurde jedoch überwältigt. (siehe auch Northwest-Airlines-Flug 253) | 0    |
| 31. Oktober 2010  | unbekannt                      | Zwei Sprengsätze, für die Al-Qaida später die Verantwortung übernahmen, wurden sichergestellt. Sie waren bereits auf dem Luftweg transportiert worden und für Anschläge auf Frachtflugzeuge gedacht. | 0    |